# Stylidium periscelianthum
Stylidium periscelianthum är en tvåhjärtbladig växtart som beskrevs av R. Erickson och J. H. Willis. Stylidium periscelianthum ingår i släktet Stylidium och familjen Stylidiaceae. Inga underarter finns listade i Catalogue of Life.